# TextEdit
TextEdit – edytor tekstu firmy Apple Inc., dołączony do systemu operacyjnego OS X. Ma podstawowe funkcje z zakresu obróbki tekstu, pozwala na umieszczanie grafiki i tabel. Zapisuje dokumenty w formatach RTF, Microsoft Office Word 2007 XML oraz OpenDocument.
TextEdit w wersji znajdującej się w systemie Mac OS X Leopard ponadto zawiera mechanizm automatycznego zapisywania, Smart Links i Smart Quotes – skróty umożliwiające automatyczne wstawianie odpowiednich cudzysłowów i podkreślanie hiperłączy. Najnowsza wersja pozwala również na drukowanie nagłówków zawierających tytuł dokumentu, numer strony lub datę.